# Travessia Régis Bittencourt
A Travessia Régis Bitencourt é um conjunto de quatro pontes entre o Rio Jacuí e o Lago Guaíba, na entrada de Porto Alegre, no Rio Grande do Sul. A travessia tem um total de 7,7 km de extensão e é integrada pela Ponte do Guaíba (1.100 m), pela Ponte do Canal Furado Grande (344 m), pela Ponte do Saco da Alemoa (774 m) e, finalmente, pela Ponte do Rio Jacuí (1.760 m), na intersecção da BR-116 com a BR-290. É chamada por muitas pessoas de "Travessia Getúlio Vargas", mas este não é seu nome oficial. A confusão ocorre devido a episódio acontecido no final da década de 1950, alguns meses após sua inauguração, em dezembro de 1958. Ao assumir o governo do Rio Grande do Sul em 1959, Leonel Brizola realizou uma solenidade para a troca de nome, visando homenagear seu mentor político Getúlio Vargas. No entanto, a troca nunca foi homologada por parte do governo federal. Seu trajeto é praticamente o mesmo da rota de aproximação para a cabeceira 11 do Aeroporto Internacional Salgado Filho, então, às vezes, é possível ver aviões preparando-se para pousar no aeroporto. Seu nome é em homenagem a Régis Bittencourt, engenheiro e ex-presidente do Departamento Nacional de Estradas de Rodagem (DNER).
| Ponte do Guaíba     | Ponte do Guaíba                                          |
| ------------------- | -------------------------------------------------------- |
|                     |                                                          |
| Nome oficial        | 1ª Ponte da Travessia Régis Bittencourt (Getulio Vargas) |
| Data de abertura    | 28 de dezembro de 1958                                   |
| Dimensões e tráfego |                                                          |
| Comprimento total   | 1,100 km                                                 |
| Altura máxima       | 24 m                                                     |
| Maior pilar         | 43 m                                                     |
| Tráfego             | 30 mil carros/dia                                        |
| Geografia           |                                                          |
| Via                 | 2 faixas da BR-290                                       |
| Cruza               | Lago Guaíba                                              |
| Localização         | Porto Alegre, Rio Grande do Sul, Brasil                  |
| Coordenadas         | 29° 59′ 51,71″ S, 51° 12′ 28,1″ O                        |

| Ponte do Canal Furado Grande | Ponte do Canal Furado Grande            |
| ---------------------------- | --------------------------------------- |
| Nome oficial                 | 2ª Ponte da Travessia Régis Bittencourt |
| Data de abertura             | 28 de dezembro de 1958                  |
| Dimensões e tráfego          |                                         |
| Comprimento total            | 344 m                                   |
| Altura máxima                | ?                                       |
| Maior pilar                  | ?                                       |
| Tráfego                      | 30 mil carros/dia                       |
| Geografia                    |                                         |
| Via                          | 2 faixas da BR-290                      |
| Cruza                        | Rio Jacuí                               |
| Localização                  | Porto Alegre, Rio Grande do Sul, Brasil |
| Coordenadas                  | 29° 59′ 34,41″ S, 51° 13′ 22,36″ O      |

| Ponte do Saco da Alemoa | Ponte do Saco da Alemoa                 |
| ----------------------- | --------------------------------------- |
| Nome oficial            | 3ª Ponte da Travessia Régis Bittencourt |
| Data de abertura        | 28 de dezembro de 1958                  |
| Dimensões e tráfego     |                                         |
| Comprimento total       | 774 m                                   |
| Altura máxima           | ?                                       |
| Maior pilar             | ?                                       |
| Tráfego                 | 30 mil carros/dia                       |
| Geografia               |                                         |
| Via                     | 2 faixas da BR-290                      |
| Cruza                   | Rio Jacuí                               |
| Localização             | Porto Alegre, Rio Grande do Sul, Brasil |
| Coordenadas             | 29° 59′ 17,95″ S, 51° 14′ 13,35″ O      |

| Ponte do Rio Jacuí  | Ponte do Rio Jacuí                      |
| ------------------- | --------------------------------------- |
| Nome oficial        | 4ª Ponte da Travessia Régis Bittencourt |
| Data de abertura    | 28 de dezembro de 1958                  |
| Dimensões e tráfego |                                         |
| Comprimento total   | 1,760 km                                |
| Altura máxima       | ?                                       |
| Maior pilar         | ?                                       |
| Tráfego             | 30 mil carros/dia                       |
| Geografia           |                                         |
| Via                 | 2 faixas da BR-290                      |
| Cruza               | Rio Jacuí                               |
| Localização         | Porto Alegre, Rio Grande do Sul, Brasil |
| Coordenadas         | 29° 59′ 29,05″ S, 51° 16′ 13,63″ O      |